# Пропажа алмаза «Слеза»
"Пропажа алмаза «Слеза» (англ. The Loss of a Teardrop Diamond) — независимый фильм 2008 года режиссёра Джоди Маркелл. Он основан на давно забытом сценарии Теннесси Уильямса 1957 года. Фильм был выпущен 30 декабря 2009 года.

## Сюжет
Наследница Фишер Уиллоу неохотно возвращается домой в Мемфис после учёбы за границей, чтобы принять участие в традиции представления обществу по просьбе своей пожилой тети.
Отца Фишер ненавидят за то, что он намеренно взорвал часть своей дамбы, что привело к гибели людей и материальному ущербу других жителей. В сочетании с её собственным неподобающим поведением ни один мужчина не имеет желания сопровождать Фишер на светские вечеринки. Джимми принимает предложение Фишер заплатить ему за то, чтобы он сопровождал её в течение сезона. Семья Джимми бедна, его отец ― алкоголик, временно работающий на мистера Уиллоу, а мать находится в психиатрической лечебнице. Фишер одалживает у своей тети серьги с бриллиантами в виде капель стоимостью 10 000 долларов.
На первой светской вечеринке Фишер устраивает сцену, она заставляет группу играть джазовую музыку и танцевать в стиле флэппер. Незнакомка называет Фишер дочерью убийцы, и завсегдатаи вечеринок смеются над ней, когда та спотыкается на лестнице.
Единственная вечеринка, на которую приглашена Фишер, устраивается её подругой Джулс. Пока он ждет, когда Фишер зайдет за ним, Джимми сообщает своему отцу о том, что девушка хочет близости с ним, а это в свою очередь может привести к браку, постоянной работе для его отца и лучшему уходу за его матерью.
По дороге на вечеринку Фишер просит Джимми остановиться. Она пытается поцеловать его, но смущается, когда он отстраняется. Прибыв на вечеринку, Фишер приходит в бешенство, когда понимает, что одна из сережек потерялась. Затем она впадает в истерику, когда Джимми видит Винни, двоюродного брата Джулс и его бывшую девушку. Фишер требует, чтобы Джимми обыскал окрестности, а затем просит его проверить карманы. На вечеринке он требует, чтобы его обыскали и убедились в его невиновности.
В то же время Фишер зовет наверх тетя её подруги Эдди, прикованная к постели из-за многочисленных инсультов. Эдди говорит, что чувствует в ней родственную душу. Она указывает на бутылку на полке, прося дать ей все таблетки, чтобы умереть и прекратить боль. Фишер соглашается, но её прерывает Винни, сообщающая ей, что Джимми обыскали и серьги у него нет. Она оставляет свою оставшуюся серьгу, обещая Эдди, что, когда она вернется, чтобы забрать её, то сразу же даст ей таблетки.
Джимми, разозленный обвинением Фишер в воровстве, рассказывает всем, что она заплатила ему за то, чтобы он сопровождал её, а затем открыто флиртует с Винни. Когда завсегдатаи вечеринок начинают играть в игру с поцелуями, Джулс дает Фишер старшую карту, чтобы та могла позвать Джимми на улицу и поцеловать его, а сама прячется в ванной. Она выпивает пузырек с лекарством, содержащим опиум. Теперь, как в тумане, она рассказывает всем, что была в психиатрической лечебнице, а не в колледже. Затем Джимми использует свою очередь, чтобы пригласить Винни на улицу поцеловаться.
Винни ведет Джимми в машину, где они занимаются сексом. Она говорит ему, что отклонила предложение руки и сердца от другого парня, потому что хочет быть с ним. Затем она рассказывает, что нашла пропавший бриллиант в виде капли на земле и знает, что у Эдди есть ещё вторая серьга. Она предлагает ему сбежать вместе с деньгами и сережками. Джимми не соглашается на это и говорит, что для него главнее честь и достоинство. Винни отказывается вернуть ему сережку. Он отправляется на поиски Фишер, которая просит немедленно уехать с ним. Пока они спорят, Винни возвращает ей серьгу. Затем Фишер бежит обратно наверх и выполняет обещание Эдди о самоубийстве, в то время как Винни говорит Джимми, что у неё нет выбора, кроме как выйти замуж за парня, который сделал ей предложение.
По дороге домой Фишер просит Джимми остановиться. Стоя вместе, она признает, что он единственный мужчина, с которым она хочет быть вместе. Когда она протягивает руку, чтобы коснуться его лица, он снова отстраняется. Убитая горем, Фишер поворачивается, чтобы уйти, но Джимми хватает её за руку, тем самым выражая молчаливое согласие с её предложением.

## В ролях
- Брайс Даллас Ховард ― Фишер Уиллоу
- Крис Эванс — Джимми Добин
- Эллен Бёрстин — мисс Эдди
- Энн-Маргрет — тетя Корнелия Фишер
- Мэми Гаммер — Джули Фенстермейкер
- Уилл Паттон — Добин
- Джесси Коллинз ― Винни
- Питер Джерети — мистер Ван Хувен
- Марин Айрленд — Эсмеральда

## Приём
На сайте Rotten Tomatoes фильм получил рейтинг одобрения 27 % на основе 41 отзыва со средним рейтингом 4,37 из 10. Вывод сайта гласит: «Громоздкий и удручающе старомодный бриллиант в форме слезинки оказывается невеликой потерей». На Metacritic фильм имеет средневзвешенный балл 51 из 100, основанный на 15 критиках, что указывает на смешанные или средние отзывы .
Мик Ласалль из San Francisco Chronicle написал: «Хотя Говард никогда до конца не входит в роль и никогда не убеждает, она также никогда не ошибается». Роджер Эберт из Chicago Sun-Times оценил фильм на 3 звезды из 4 и написал: «Он был снят в уважительной манере, которая напоминает гастрольную постановку лишь умеренно успешной бродвейской пьесы. Поймите это, примите это, и у фильма будут свои награды».